# 上帝
在中華文化信仰中，上帝是中國君主（天子）所祭拜的至上神，又稱為天帝、皇天上帝或昊天上帝，民間俗稱為上天、老天、老天爺、天主、天公、天老爺、天公伯。對昊天上帝的信仰，源自古代中國對於天空（蒼天、昊天），以及北極星（北辰、帝星）的崇拜。以上天廣大，稱昊天。遠望青色，稱蒼天。人尊莫過於帝，托之於天，故稱上帝。另一方面，以北辰之星，众星环绕，最为尊贵，紫微宮就位于北辰之中枢，為上帝居所。
上帝一詞在古籍中首先出現於周朝的古代經典—五經，而四書等其他儒家經典以及史書中也提到了上帝。在古代中國的原初神話和宗教體系中，指的是至上神，字面意思就是「在上的帝王」，意味著「最高的主宰」。北京天壇祈年殿即為歷代君主祭祀上帝之處，內供奉有昊天上帝之神位。昊天上帝又稱為皇天上帝，「皇天」和「后土」上下相對，並稱「皇天后土」。
緯書稱昊天上帝為天皇大帝，並增以五方上帝配屬五行及仁义礼智信，居於太微宮中。部分文獻又以上帝為太一，形容天地開闢前，元氣未分，渾沌為一的狀態，五帝為太一的輔佐。道教尊稱昊天上帝為玉皇上帝，以五方上帝為「五方五老君」所化。在道教信仰中，玉皇上帝，即玉皇大帝，為天界的皇帝，在民間則被認為是主宰宇宙的至尊天神，但並非道教的最高神，道教信仰裡，「道」的化身「三清」高於代表「天」的「玉帝」。
宋朝理學大家朱熹認為，「天」、「帝」即是指「道」、「理」，天非有此道理，不能為天。
受到基督宗教傳入以及传教士所使用的翻译方式的影響，上帝一詞在現代社會也用來指基督宗教的神。

## 歷史

### 商朝
最早提到「帝」或「上帝」的考古學實物，是商朝的甲骨文、金文，「帝」之字形寫作。根據陳夢家的說法，有三種用法：
- 為上帝或帝，是名詞
- 禘祭之禘，是動詞
- 為廟號的區別字，如帝甲、文武帝，名詞。

「帝」原專指上帝，到商代中晚期後，人王亦稱「帝」，禘祭則是古代對天神、祖先的大祭。卜辭記載之「上帝」，能夠呼風喚雨、驅雷掣電、降災賜福，並有「五臣」、「小工」、「風」、「云」等使者，相當於周代之「天」、「天帝」。其文辭如，「翌癸卯，帝其令風」、「戊申卜，爭貞：帝其降我熯（旱）」、「甲辰卜，爭貞：我伐馬方，帝受我又（祐）」。
商朝的统治阶级将上帝作为至高的精神力量，认为祂控制着战争、收成、天气、灾害以及国家的命运，且有「終茲邑」的能力，并统治着其他自然神和死者的灵魂。上帝可能比全在更超然，只通过其他神来行使职责。上帝被认为遥不可及，普通凡人无法直接崇拜。而商朝君主宣称，其祖先与上帝同在，也被称为帝。商朝君主通过祖先接近上帝，可以直接向上帝祈祝。

### 周朝
在商朝後期和周朝，「上帝」与周人信仰的「天」融合为「昊天上帝」或「皇天上帝」、「天宗上帝」，並以「天命」作為周王室統治的正當性。周公制禮作樂，確立國家的典章制度和社會的倫理準則，為後世儒教的先驅。周公通过天命的概念，宣揚姬周取代殷商治理天下，是承奉上天的旨意、命令，是天帝派遣有德性的人，協助天帝治理、化育下民。天帝不仅仅属于某一王朝，而是一种道德力量，按照严格的标准行使力量，如果君主失德失政，会被新的王朝取代。
這套天命觀，宣揚除了祭天，上帝通常不接受祭祀，而是赐福给有德行的人。並將君王祭天的習俗，追溯至虞舜，如《尚书》記載，舜繼位為天子後，「肆類於上帝，禋於六宗，望于山川，遍於群神」。又由於統治下民的君王，其始祖是天帝所下派、通感天地之靈而生，因此君王（或攝政王）會祭祀其祖先，配享於上天，如《孝經》記載，「周公郊祀后稷以配天，宗祀文王於明堂以配上帝」，后稷、文王都是周王室的先祖。
周朝建立後，殷人贵族为周王朝担任神职和顾问，三监之乱后殷人随九鼎迁往洛邑，继续维护礼乐。而殷商下级士族直接发展成为的儒士，为统治阶层提供祭礼仪规方面的建议。
礼乐逐渐崩坏後，孔子为复兴礼乐而诞生了儒家，儒家经典记录并整理了早期的儒教传统，包括天帝信仰。
| 经书 | 出现次数 |
| ---- | -------- |
| 尚书 | 32次     |
| 詩經 | 24次     |
| 禮記 | 20次     |
| 春秋 | 8次      |
| 易經 | 2次      |

礼乐崩坏，诸侯有各自的信仰如太一、八主神等，其中秦国信仰的五方上帝诞生自阴阳家的五行学说，秦国先后建立四畤祭祀其中四帝，秦朝灭亡后刘邦再增全五畤。

### 汉朝
汉初延续秦制，五色上帝依然是最高神，直到汉武帝将北极星泰一位列其上，汉武帝泰山祭祀泰一：「祀上帝于明堂」。在司馬遷的《史记·封禅书》与刘安的《淮南子》中称为太帝，居于昆仑之上的天庭。
汉平帝时期王莽改制，「泰一」改为「皇天上帝泰一」，恢复周朝时「天」的神格。东汉建立后，「皇天上帝泰一」隐去「泰一」二字，但保留北极星的神格。北极星被称为天皇大帝，主御群靈執萬神圖。而太一在之后不再是北极星，地位下降。
郑玄「上帝者，天之別名也」。有時又和天作了區分，如《漢書》：「四年春，郊祀高祖以配天，宗祀孝文皇帝以配上帝」，其中又將天和上帝區分開來，上帝地位低於天。以鄭玄為代表的神學體系認為上帝為天之別名，總共有六天、六上帝。六天上帝即昊天上帝與五方上帝。昊天上帝耀魄宝為全天之帝；五方天帝各為一方天帝，分別為中央土德黃帝含樞紐、東方木德青帝靈威仰、南方火德赤帝赤熛弩、西方金德白帝白招拒、北方水德玄帝汁光紀。以王肅為代表的宗教系統認為五行人帝可稱為上帝，但不可稱為天；昊天上帝則可稱為天，祭祀昊天上帝即代表祭天。
汉代以后，天帝在正式名称上偶有变化，按照不同经典的记录被改为皇皇帝天、皇皇后帝、昊天上帝、天皇上帝。

## 儒家上帝觀
儒家的上帝，又称帝、天帝、昊天上帝，亦稱天神、天皇大帝、皇天上帝、皇皇帝天等，具有擬人化的神的概念。《說文解字》：「神：引出萬物者也」。“帝”后来又用来指天子、帝王、君主。一方面認為昊天上帝居處北辰，「昊天上帝謂天皇大帝，北辰之星。」另一方面，將天與帝區分開，認為昊天為全天，《毛詩傳》：「元氣昊大，則稱昊天。遠視蒼蒼，則稱蒼天。此則天以蒼昊為體，不入星辰之列。」昊天上帝，更自然化則稱為昊天、皇天、天，部分文獻又稱“太一”等，“天”是最通常的说法，又称苍天、上天、上苍、老天、老天爷等，如“苍天在上”、“皇天有眼”、“奉天”、“天谴”、“天生我材必有用”、“我的老天啊”中的“天”。关于“天”与“帝”的关系，《宋史》记载宋朝理学家朱熹对此有过清楚解释：“或问：郊祀后稷以配天，宗祀文王以配上帝，帝即是天，天即是帝，却分祭，何也？曰：为坛而祭，故谓之天，祭于屋下而以神祇祭之，故谓之帝。”春秋战國之時，思想進步，人文理性精神勃發，季梁曰：「夫民，神之主也，是以聖王先成民，而後致力於神。」神為人造，民為神主，則上古神秘觀念漸消，「上帝」之概念漸由自然之「天」取代，天為道德民意之化身，這構成了後世中國文化信仰的一個基礎，而「敬天崇祖」是中國文化中最基本的信仰要素。
| 中国神祇 | 分类                                             | 权能                                     | 祭祀方法   |
| -------- | ------------------------------------------------ | ---------------------------------------- | ---------- |
| 上帝     | 昊天上帝、五方上帝                               | 节气、农耕、祸福、寿命、国事、战争、狩猎 | 太牢、币帛 |
| 天神     | 日、月、五星、十二辰、二十八宿、风师、雨师、司命 | 上帝的使者                               | 少牢       |
| 地祇     | 皇地祇、社稷、五岳、四渎、四镇、海、山林、名川   | 地域神、农耕、自然现象                   | 方丘       |
| 人鬼     | 祖先、先公、远祖、近祖、先臣                     | 自然、收获、战争、疾病、生死、妊娠       | 享宗庙     |

中國殷周信仰和其继承者儒教信仰中的帝、天帝、上帝、昊天上帝，在道教神话中演化为玉皇上帝。在道教信仰中，玉皇上帝，即玉皇大帝，为天界、神界的皇帝，但他並非道教中的最高神，在民间则被认为是主宰宇宙的至尊天神。

### 上帝的人格
上帝是甲骨文卜辞卜问的对象，掌管着万物生死，国家大事都要通过龟卜征询上帝的意见，特别是祈雨、战争、农事、疾病、巡狩、灾难。先王或先公是上帝的“帝廷”，如“下乙宾于帝”（《乙编》7197）、“文王陟降、在帝左右”。与人有血缘关系的祖先神是向帝转达祈求人，祖先在天上陪伴上帝。自然神是上帝的臣侍，如“帝史风”（《通纂》398），风神为上帝的使臣。盘庚迁都就是遵从上帝的意志。周武王病重，周公旦卜问上帝是否可以代武王死，上帝使武王病愈。周公旦平叛三监之乱也是卜问上帝的结果。为了改卜得吉，司马子鱼甚至以生命来向上帝换取楚军胜利。
早期的上帝，帶有濃厚人格神色彩，如《尚书》“商书·伊训第四”中提到：“惟上帝不常，作善降之百祥，作不善降之百殃。”後期儒家信仰中“上帝”的人格神色彩消亡，僅被視為哲學上的無形無名的“本體”，稱為“理”。而人格神的上帝信仰則為道教所繼承，發展為“玉皇大帝”，但已不再作為至上神（道教信仰，“道”的化身“三清”高於代表“天”的“玉帝”）。

上帝信仰被“祖述尧舜，宪章文武”的儒教继承，出现於儒家經典——五经，这五部经書都提到了该词，其中最早的是《尚书》的“虞书·舜典”。除此之外，四书等其他的儒家经典以及各史书中也提到了上帝，有時也称昊天上帝、皇天上帝，在古代中国的原初神话和宗教体系中，指的是至上神，字面意思就是“在上的帝王”，意味着“最高的主宰”，也称为“帝”，或者“天”，“太一”。“禮莫大於敬天，儀莫大於郊祀”，中國歷代皆設祭天之所——天壇，如北京天壇祈年殿即為明清皇帝祭祀上帝之處，內供奉有皇天上帝之神位。

### 上帝的祭祀
西周确立了天子直接向上帝祭祀的祭天礼仪。其他人则通过祖先祭祀上帝，上帝降福给有德行的人。《通典》記載，周禮設六官，其中以六輅祭祀昊天上帝和東、南、西、北、中五方上帝：一曰蒼輅，以祀昊天上帝。二曰青輅，以祀東方上帝。三曰朱輅，以祀南方上帝及朝日。四曰黃輅，以祭地祇、中央上帝。五曰白輅，以祀西方上帝及夕月。六曰玄輅，以祀北方上帝及感帝、神州。東方青帝太昊（伏羲氏），南方炎帝（神農氏），中央黃帝（軒轅氏），西方白帝（少昊），北方黑帝（顓頊），為人格化的五位上帝。东汉大儒郑玄声称“上帝者，天之别名”，並有六天一說，認為上帝有六位，即“昊天上帝”加東、南、西、北、中，五方上帝。宋朝理學派大儒朱熹認為，“天”、“帝”、“道”、“理”都是同一本體的不同稱呼，心學派陸九淵、王陽明則認為“吾心即宇宙，宇宙即吾心”。

### 祭祀上帝的礼仪
根據孟子的說法，天子是上天感应降世，所以要祭天、与上帝溝通。祭天的服饰是冕服。《周礼·春官宗伯》曰：“王祀昊天上帝则服大裘而冕，祀五帝亦如之。”这是因为“郊以祀天，祀天而必法则其所垂之象，使凡吾身之所被服、吾身之所乘驾、吾礼之所施设文饰，莫非天之象焉。”《孔子家语》曰：“万物本于天，人本乎祖，郊之祭也，大报本反始也，故以配上帝。”

### 感生帝和受天命
天子是上帝之子、奉天承运，即奉天命而治理天下。人间的帝王和朝代就是五方上帝轮流所感应而生的，因此也称为“感生帝”，如尧是赤帝所感生，舜是黄帝所感生，禹是白帝所感生，汤是黑帝所感生，周文王是苍帝所感生。
封禅，即在“泰山上筑土为坛祭天，报天之功，故曰“封”。 泰山下小山上除地，报地之功，故曰“禅”。《白虎通义》曰：“受命之君，天之所兴，四方莫敢违”。司马光于《册问王道》中谓:“王者受天命，临四海，上承天之序，下正人之统”。
| 王朝                   | 感生帝 | 五德 | 五行 |
| ---------------------- | ------ | ---- | ---- |
| 周朝、北魏、北齐、北周 | 青帝   | 仁   | 木   |
| 夏朝、晋朝             | 白帝   | 义   | 金   |
| 汉朝、隋朝、宋朝、明朝 | 赤帝   | 礼   | 火   |
| 商朝、秦朝、清朝       | 黑帝   | 智   | 水   |
| 虞朝、曹魏、唐朝、元朝 | 黄帝   | 信   | 土   |

## 东亚文化圈中上帝相关的

### 玉皇上帝
最早南朝梁陶弘景的《真灵位业图》出现了「玉皇道君」、「高上玉帝」，且地位不高。到北周武帝宇文邕的《无上秘要》中才完整出现「玉皇上帝」。玉皇上帝由儒教中的昊天上帝轉化而來，但更人格化了。庄子认为，万事万物本于道，天由道而生。墨子把上帝鬼神看作人类之外的另一种生灵。
道教中除了玉皇上帝还有其他数量颇多的「上帝」的神灵，而儒教的六天上帝被描述为「六天故气」。《高上玉皇本行集经》中玉皇上帝的地位被抬高到昊天上帝与五老（五方）上帝之上，元始天尊之下。
宋徽宗让玉皇和昊天合一，提高了玉皇在民間的威望，令玉皇信仰流行開來。而朱熹则斥责让至高神昊天上帝反坐其下，悖戾僭逆，莫此為甚。

#### 俗以玉皇为天帝
儒教官方祭祀中一般稱昊天上帝，民間、道教中多稱玉皇上帝。
玉皇上帝通常又稱玉皇大帝、玉皇、玉帝，為道教眾神之王。民间文学說「上帝」，大多指玉皇上帝或昊天玉皇上帝，如：
- 《三國演義》：「雲長曰，『臣等非人，乃是鬼也。上帝以臣二人平生不失信義，皆敕命為神。』」
- 《三遂平妖傳》：「常聞說上帝無私，卻不信有個秘字。」
- 《閱微草堂筆記》：「上帝且以真人一符增置一神」，「上帝好生汝」，「苟其無罪，天地未嘗不並育，上帝所不誅。」
- 《桃花扇》：「今奉上帝之命，封為飛天使者，走馬到任去也。」

而官学书籍中的上帝仅指昊天上帝，如：
- 《詩經·大雅》：「維此文王，小心翼翼。昭事上帝，聿懷多福。厥德不回，以受方國。」
- 《詩經·魯頌》：「赫赫姜嫄，其德不回，上帝是依，無災無害。」
- 《尚書·周書》：「惟時上帝，集厥命于文王。」
- 《禮記·王制》：「天子將出，類乎上帝。」
- 《禮記·禮運》：「聖有作，然後修火之利，范金合土以為台榭宮室牖戶，以炮，以燔，以亨，以炙，以為醴酪，治其麻絲，以為布帛，以養生送死，以事鬼神上帝，皆從其朔。」
- 《孟子》：「雖有惡人，齋戒沐浴，則可以祀上帝。」
- 《晉書》：「一人吁嗟，王道尚為之虧。況群神怨憾而不怒動上帝乎！」

儘管玉皇上帝為中華民間信仰中的最高神、眾神之王，在道教中和太上老君一樣有著極為崇高的地位，玉皇被稱為「諸天之主」、「萬天之尊」，但地位低於道教中的最高神靈三清：元始天尊、道德天尊、靈寶天尊。在道教中，玉皇上帝的職能是「承三清之命，察紫微之庭」，「小事專掌，大事申呈」。

中国明清以来的一些新兴宗教如羅教、 鸡足山大乘教、 齋教、理教、先天道、一貫道及天道等将最高神祇称为明明上帝（或无生老母）。
汉传佛教将印度神王因陀罗译为天帝、释提桓因，即能天帝。朝鲜半岛传统信仰以及现代新兴宗教中的桓因被称为上帝（／）并与朝鲜道教的玉皇上帝（／）混同。越南传统信仰中天翁同样与帝释天（／）、玉皇上帝（／）以及皇天上帝（／）混同。

## 译名为上帝的唯一神
「上帝」一詞的基督教化，源自基督教傳入後，基督教傳教士用古籍中的上帝一詞，作為其信奉之神（希伯來語：Elohim、希臘語：Theos、拉丁語：Deus、英語：God）的對譯語。
犹太教、基督教、伊斯兰教均源自同一个原始宗教——即古犹太教，因起源于闪米特人，又合称闪米特宗教。一般认为，亚伯拉罕诸教均为一神教，其崇拜的最高神为同一个神，但亚伯拉罕诸教宗教乃至同一宗教各教派中最高神的形象又有一些差别。閃米特一神教以及其它一神教的神和中華宗教信仰文化等多神教信仰文化的區別是，神在一神教中不但是最高神，而且是唯一的神。
- 猶太教相信耶和華是創造天地，獨一的真神。當中之独一神的名字為「YHWH」的四字神名，元音早已失傳；含義是「我是自有永有」(yeti hoveh havah, 以後永是-今是-昔是)。后来经过马索拉学派加上ADONAI（希伯来文的意思是主）母音，拉丁音讀為Yehowah、Yahweh，中文譯為耶和華、雅威、耶威等[46]。“耶和華”這個名字源自希伯來語動詞“成為”，有些學者認為上帝的名字是動詞“成為”的使役形態，因此許多人將上帝名字的意思理解為“成事者”。而聖經譯者羅瑟拉姆的譯法是：“我喜歡做什麼，都一定成功。”猶太教徒，因敬畏他們的主，一般都不敢直呼其名「雅威」，而以「神」（Elohim/God）、「主」（Adonai/Lord）等關係式的代名詞代之。與基督教不同，猶太教所信奉的耶和華只有聖父一個位格，為猶太教中的最高神及唯一的神。
- 基督教（天主教、東正教、新教）中之独一神的名字与犹太教敬拜的神之名一样，都為「YHWH」，由於教派不同，新教譯為耶和華，天主教譯為雅威（Yahweh），東正教譯為耶威（Yahweh）。基督徒通常會以「天主／神／上帝」（God），或以「主、上主」（Lord）等代名詞，來表達一種「天主／上帝／神兒女關係 」[47]、「君王子民/主僕關係」；而天主教團體更奉教宗的口諭，為尊重猶太人的傳統，教友應盡量避免直呼主的名──雅威。與猶太教不同，基督教所信奉的神是三位一體的，即聖父（God Father，天父）、聖子、聖靈／聖神，祂們是一體的，為基督教中的最高神及唯一的神。神以他自己的樣式和形像造人，所以人性中具有道德意识、思想、情感、意志：而神之于人，也因此是人格神。
- 伊斯蘭教中的安拉，又譯为阿拉、胡大（波斯語）等，中國的穆斯林又稱祂為「真主」，為全宇宙中至尊及獨一的創造主，除祂以外，別無真宰，而真主的九十九個尊名則彰顯其各項優美的德性，如至仁的或至慈的等等。

對亚伯拉罕诸教的起源和教義欠缺了解的一般人，常認為他們因對神的稱呼不相同，而認為他們信的神不同。這樣的看法原因有兩個：
1. 希伯來語、拉丁語、和阿拉伯語對同一個神講法不同，音譯後在各種語言中用詞不相同造成的誤認。阿拉伯語中的「安拉」，直譯成漢語是「唯一的崇拜對象」。也就是在「崇拜對象」的普通名詞 ilâh 前面加上定冠詞 al，成為Allâh，英語直譯就是「The God」 - “這一神”。
2. 教義不同——不但是不同宗教，在同一宗教內的不同教派，對其他宗派信的神是不是同一個神/先知等也有各自的說法。

在馬來西亞，天主教傳統上在聖經中也用「安拉」來指基督宗教的神，也因此和在中國用「上帝」指基督宗教的神一樣，引起當地政府的不满。

### 「上帝」一詞的基督教化

#### 天主教
明末，利玛窦来华传教，把YHWH译作“天主”、“天”、“上帝”、“天帝”。其《天主实义》说：“天主之稱，謂物之原。如謂有所由生，則非天主也。物之有始有終者，鳥獸草木是也；有始無終者，天地鬼神及人之靈魂是也。天主則無始無終，而爲萬物始焉，爲萬物根柢焉。無天主則無物矣。物由天主生，天主無所由生也。”《坤輿萬國全圖》说：“天主創作萬物于寰宇。”而其撰于1595年的《交友論》还说：“上帝給人雙目、雙耳、雙手、雙足，欲兩友相助，方爲事有成矣。”4年後，利瑪竇在《二十五言》中又說：“上帝者，生物原始，宰物本主也。其《上大明皇帝貢獻土物奏》：“謹以原携本國土物，所有天帝圖像一幅，天帝母圖像二幅，天帝經一本。”
利玛窦用“上帝”称呼基督宗教的神，認為與基督教並不對立，並且意義相當。這種作法引起了一些儒士的反对。他们认为儒家的天、上帝与天主教的天主有着本质的区别。钟始生的《天学初征》和《天学再征》对此做了较为全面的辨析。他认为：第一，天是苍苍之天，是与地相对的物质之天；第二，天是“统御世间、主善罚恶之天，即《诗》、《易》、《中庸》所称上帝是也”，但这个主宰之天只是“治世，而非生世，譬如帝王，但治民而非生民也”。钟始生认为利玛窦附儒之论是对儒学天论的曲解。
利玛窦的传教方式不但引起了当时儒士的反对，也引起了道明會等其他传教士以及罗马教廷的不满。1715年3月19日，教宗克勉十一世发布教宗敕令《自登基之日》禁止中国天主教徒祭天祭孔祭祖：“西洋地方称呼天地万物之主用“斗斯”（Deus）二字，此二字在中国用不成话，所以在中国之西洋人，并入天主教之人方用“天主”二字，已经日久。从今以后，总不许用“天”字，亦不许用“上帝”字眼，只称呼天地万物之主。如“敬天”二字之匾，若未悬挂，即不必悬挂，若已曾悬挂在天主堂内，即当取下，不许悬挂。”後來遭受康熙皇帝的抵制，人稱中國禮儀之爭。清末民初天主教法文《教務月志》載文批评利瑪竇和湯若望、南懷仁等，‘罪其喜引古書上帝，而不專用天主名，罪其阿悅華人，而將順其禮俗’。

#### 新教
十九世纪四十年代，在华新教传教士准备翻译委办译本。但在翻译God的名字时，与天主教一样，新教传教士也起了争论。一派主张翻译成“上帝”，一派主张翻译成“神”。
1877年，有120位外國新教傳教士在上海集會，這次集會的會議紀要中有：“據《新舊約》所論之‘上帝’，即《六經》所言‘上帝’若合符節，其揆一也。迨後諸教士各執己見，辨論孔子之道。有云：‘儒書所載之上帝，非造化主宰’。”由此可见，在十九世紀時，无论是天主教的传教士还是新教的传教士，一部分人觉得“上帝”与基督宗教中的神是不同的。
但到了20世紀，很多福音主義、福音派、靈恩派、基要派和中国正教会的传教士受唯獨聖經的影響，引用使徒行传第十七章23-31：“这位你们不认识却在敬拜的神明，我现在介绍给你们。这位创造宇宙万物的上帝是天地的主宰，并不住在人手建造的庙宇里……上帝以往不鉴察世人的无知，现在则命令世上所有的人都要悔改。因为祂已经定了日子，要借祂所设立的人按公义审判这个世界”，認為事實上華夏傳統的上帝就是基督教的上帝。此外，基督教基要主义令這些教派認為天主教和其他新教尊重儒家是一種妥协行爲，是與聖經背道而馳和偏離基督教的教義，所以這些教派遂采用“上帝”这个名词。之后翻译的官话和合本，即今天大多数新教教会使用的圣经，采用两个版本，就是神版和上帝版。
今天，不少华人新教徒觉得“上帝”或“神”哪个都可以用，名称之争没有什么意义和价值；世俗社會的口语、书面语、商品、廣告也常用上帝一詞來指基督教的神。但另有一些基督徒觉得God之名是基督教中特别重要的议题之一，争论不是没有价值；他们一般都拒绝使用“上帝”，因担心与偶像联系起来，所以只用“神”。

#### 东正教
东正教一般使用「上帝」一词指代神，但有時也會使用「天主」一詞。

## 其他宗教教義中的至上神
- 先秦楚國神話中的最高位大神為東皇太一，後來其形象演變為太一的形象。
- 盛行於日本的神道教典籍《古事记》、《日本书纪》中的地位最高的神様天照大神的形象可能来自古儒教神話中的昊天上帝的形象[55]。
- 印度教神話中，梵天（大梵天、大梵天王）、毗湿奴、湿婆合稱為三相神，其為萬物的本源梵的具像化形式，隨著各教派不同而歧異；在吠陀教興盛時期，其尊崇世主因陀罗。在不同时期、不同教派的思想中，各个神靈的地位不尽相同，專門被用來崇拜梵天的寺廟在印度境內只有一座，婆羅門教開始衰落後，對於梵天的信仰可能因其教義與地理限制無法深入民間生活一事而式微，傳到泰國後，其形象演變為四面神的形象，以其護法神的身分受到各地居民所崇拜。
- 印尼各民族神話將神靈稱為香 (超自然力量)，各地敬奉的最高神和傳說不盡相同[56]：
  - 在爪哇神話，湿婆（當地稱為Batara Guru）是神域統治者，其父親為Sang Hyang Tunggal。
  - 在巽他傳統信仰，最高神為Sang Hyang Kersa，創造宇宙和包括Batara Guru在內的其他神靈。
  - 巴厘島印度教尊奉Sang Hyang Widhi Wasa（英语：Sang Hyang Widhi Wasa），祂被視同於Tunggal和梵。
  - 巴塔克神話（英语：Batak_mythology）中，Mulajadi na Bolon是宇宙創造者，其兒子Batara Guru的女兒是人類祖先。
  - 布吉人史詩加利哥的故事（英语：La Galigo），其主角Sawerigading王子為La Togeq langiq（Batara Guru）之孫，Batara Guru的父親則是統御天空的至上神Sang Patotoqé[57]。
- 在古埃及宗教中，太阳神“拉”（Ra）被奉为最高神。在不同的時期，祂曾和阿圖姆（Atum，黃昏的太陽）、荷魯斯（Horus，法老守護神、王權的象徵）、阿吞（Aton，太陽圓盤）、阿蒙（Amun，古埃及新王國時期首都的守護神）的名號結合起來並將其視為同一位神祇。
- 蘇美爾宗教文化中，最高神祇有三位：天空之神安努（An）、大氣與風之神恩利爾（Enlil）、水神恩基（Enki），而安努也有父母及其祖父母。到了巴比倫時期，敬奉的主神轉為馬爾杜克（Marduk）。
- 古典和後古典時期的馬雅文化信仰中，伊察姆納（Itzamná）以高階祭司的樣貌在天空王座上進行統治，祂的其中一個面向是太陽神基尼奇·阿豪（英语：Kinich Ahau）。殖民時期後，又被認為是基督教化獨一神胡纳波·库（英语：Hunab_Ku）的兒子。而在瓜地馬拉的馬雅文化──基切人的神話書《波波爾·烏》中，記載羽蛇神（Q'uq'umatz）被冠以統治者（Tepeu）的稱號，並且造生了凡人[58]。
- 阿茲特克神話中諸神的創造者──奧梅特奧特爾創造了自己。祂是一個雙性體，生下了四子──特斯卡特利波卡（美洲豹）、克察爾科亞特爾（羽蛇神）、維齊洛波奇特利、以及希佩托特克。這四位神祇各據一方，後來更造了天地諸神。
- 薩滿信仰沒有明顯的關於上帝的觀念，但很多人常把長生天當成最高神。
- 瑣羅亞斯特教以光明之神阿胡拉·馬茲達為主神，牟尼教視其為戰爭之神先意。
- 明教神話中的最高神及永恆至善之神叫做明尊察宛（Zurvan）。
- 在希臘教神話中，天空及閃電之神宙斯（Zeus）為最高神，也是眾神之王，一些人認為宙斯神是其中一位原始神。羅馬教神話的創作者將宙斯等同於其最高神朱弗（Jove），後稱為朱庇特（Jupiter）。
- 在奧菲斯教神話中，象徵着永恒的埃安（Aion）是最早出現的神祇，其後象徵着不斷前進的時間的柯羅諾斯（Chronos）和象徵着無法被改變的定數的阿南刻（Ananke）出現，之後卡俄斯（Chaos）、蓋亞（Gaia）、塔爾塔羅斯（Tartarus）、厄羅斯（Eros）、倪克斯（Nyx）、厄瑞玻斯（Erebus）、烏拉諾斯（Uranus）、埃忒耳（Aether）和赫墨拉（Hemera）相繼出現，然後萬神之王烏拉諾斯的兒子諸神之王克洛諾斯（Kronos）誔生，而為人熟知的眾神之王宙斯只不過是克洛諾斯的兒子。奧菲斯教主要崇拜法涅斯等幾位神祇。
- 在北欧神话中，奥丁（Odin）为最高神。
- 在近東原有宗教神話中，埃爾神是諸神之王，伊羅安神則為最高神祇。古猶太教聖典《塔納赫》曾經記載説統治撒冷的君王麥基洗德敬拜伊勒伊羅安神，其為惟一真神的名號之一。
- 諾斯替教認為德謬哥神是造創了物質世界的、殘惡的/偏向殘惡的造物主，但亦認為在祂之上有一位流現了精神世界的、仁善的造世主，名叫普蔂若麻。
- 屬於唯一神派的自然神论者以「理性」為認識上帝的準則。
- 佛教認為世界是由因緣和合而成（緣起），其宣稱外教所崇拜的主宰者是天眾，也會死亡而重入輪迴，比如大自在天、毘紐天王、大梵天王、魔王波旬或帝釋天，佛教以不受輪迴的解脫者佛陀（Buddha）為神上首、天中天[59]。另外有佛敎徒用汎神論（Panentheism）的概念，來解釋法身佛，例如日本佛教釋宗演（Soyen Shaku）禪師認為法身佛不但超然於萬物，也含藏於萬物之中，這個概念類似於西方宗教教義當中所謂神/上帝的概念[60]。
- 由於受伊斯蘭教所主導的印尼要求宗教教義符合建國五項原則，第一項是承認有獨一真神[61]，因此印尼佛教為得到官方的認可一事而聲稱桑香·阿迪·佛（英语：Sanghyang Adi Buddha）是全能的、永恆的、作為萬物源頭的神[62][需要較佳来源]。桑香·阿迪·佛的形象的原型是藏傳佛教教義中的阿迪佛的形象。一些佛學家認為印尼佛教此舉違反了佛教教理，原因是佛教不認為有一位自存的神[63][64]。

## 延伸阅读
[在维基数据编辑]
 《欽定古今圖書集成·博物彙編·神異典·皇天上帝部》，出自陈梦雷《古今圖書集成》

## 研究書目
- 艾蘭：〈“帝”的甲骨字形 （页面存档备份，存于）〉。
- 李杜 著：《中西哲學思想中的天道與上帝》（臺北：聯經出版事業公司，1978年）。
- Thomas Reilly 著，李勇 等 譯：《上帝與皇帝之爭——太平天國的宗教與政治》（上海：上海人民出版社，2011年）。